# Думітру Круду
Думітру Круду — письменник, прозаїк, драматург та публіцист, співзасновник літературного напрямку — фрактуризм.
Вивчав журналістику в Кишиневі, філологію в Тбілісі та Брашові, титул магістра отримав у Сібіні. У Кишиневі працював на радіо «Вільна Європа» та у місцевих газетах. Думітру — автор кількох нетрадиційних поетичних збірок та драматичних текстів, але поле його діяльності — проза.
Дебютував романом «Măcel în Georgia» («Бійня у Грузії»), що своєю грубістю та гострою еротичністю нагадує творчість постмодерніста Чака Поланіка. Збірка оповідань «Oameni din Chişinău» («Люди з Кишинева») зображає загострену атмосферу навколо фальсифікованих парламентських виборів у 2009 році. Молдавська метрополія — місце дій більшості його текстів у книгах оповідань «Salutări lui Troţki» («Передавайте вітання Троцькому») та «Moartea unei veveriţe» («Смерть білки»). Його відносять до найбільш перекладених молдавських письменників сучасності.
2 липня 2019 року відвідав Брно в рамах фестивалю Місяць авторських читань. Під час зустрічі з читачами автор мав змогу поспілкуватися зі своїми шанувальниками. Наступними містами, які відвідав письменник в рамах фестивалю стали: Кошіце, Острава, Вроцлав та Львів.

## Відео
Зустріч з шанувальниками в Брно 2 липня 2019 рік 